# Macellicephaloides villosa
Macellicephaloides villosa är en ringmaskart som beskrevs av Levenstein 1982. Macellicephaloides villosa ingår i släktet Macellicephaloides och familjen Polynoidae. Inga underarter finns listade i Catalogue of Life.